# Lafayette (Ohio)
Lafayette è un villaggio degli Stati Uniti d'America, situato nello stato dell'Ohio, nella contea di Allen.